# Veterinärstraße (München)
Die Veterinärstraße im Münchner Stadtbezirk Maxvorstadt führt in der Mittelachse des Hauptgebäudes der Münchener Universität vom Professor-Huber-Platz zur 1790 eröffneten Tierarzneischule am Westrand des Englischen Gartens. Sie kreuzt bei ihrem Verlauf durch den nördlichen Teil der Schönfeldvorstadt (heute Teil der Maxvorstadt) die Kaulbachstraße.

## Bebauung

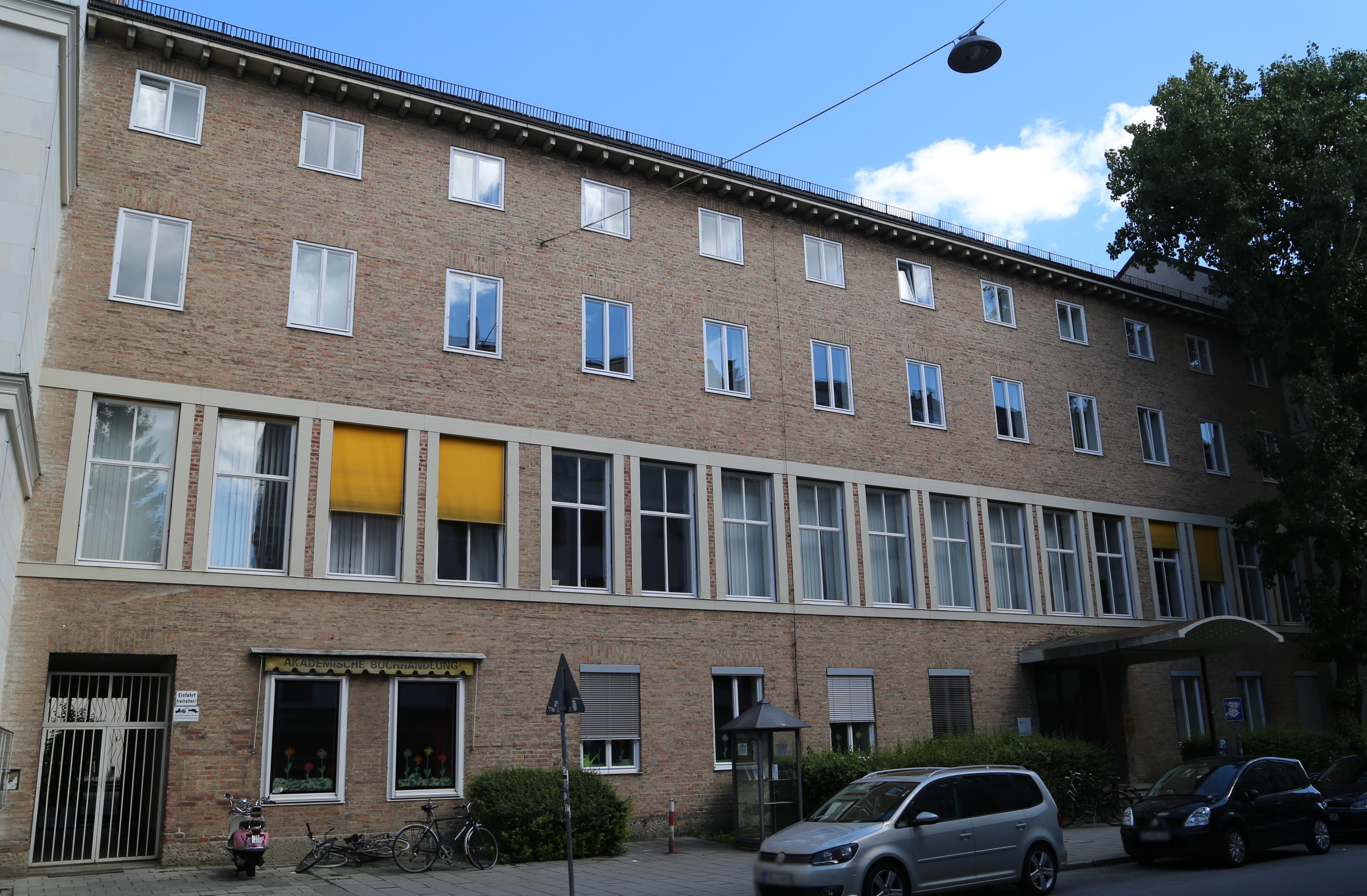
Das ehem. Fritz-Beck-Studentenhaus

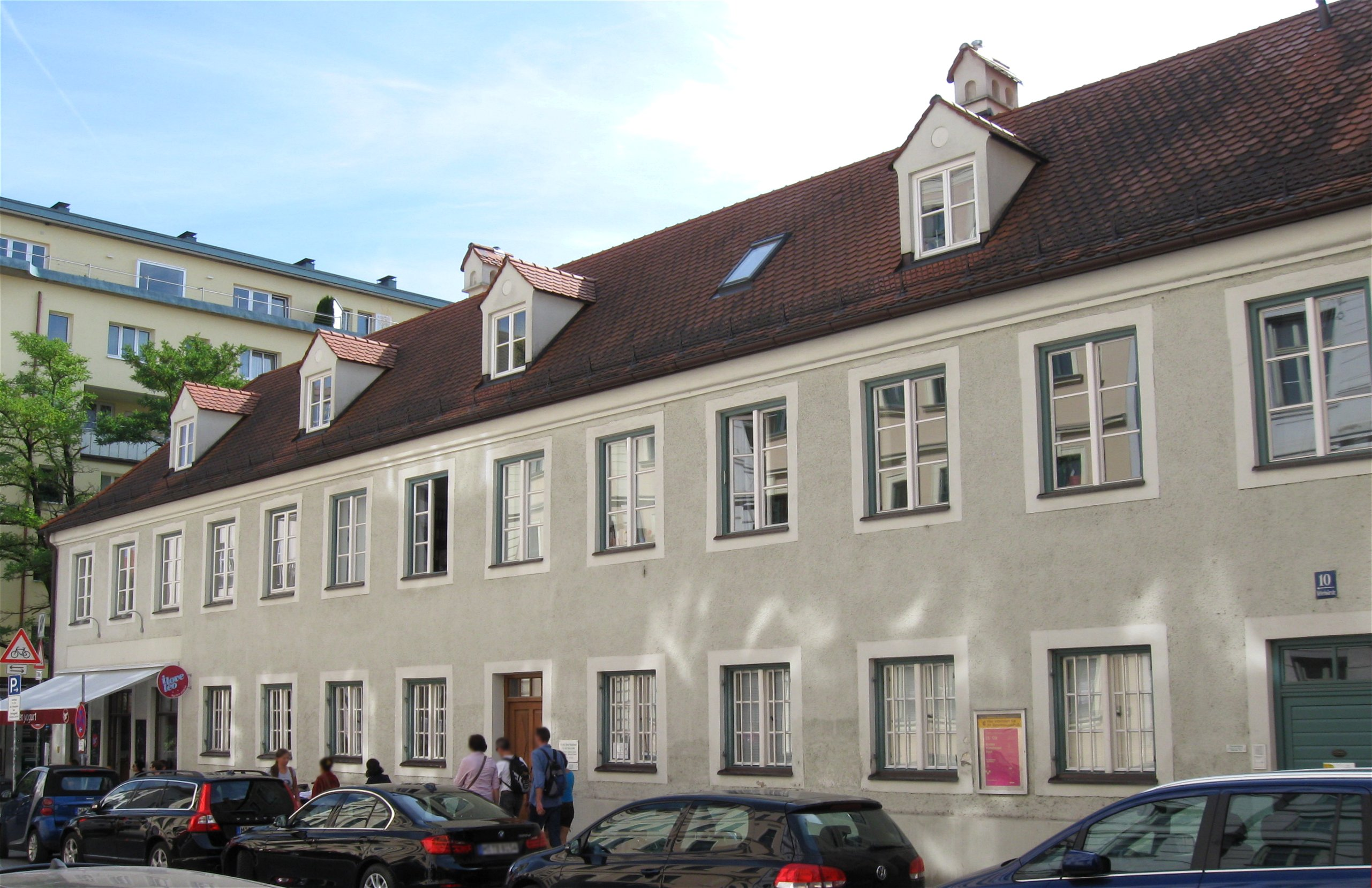
Veterinärstraße 10

An ihrem westlichen Ende stehen die beiden Bauten am Professor-Huber-Platz: das herzogliche Georgianum (Priesterseminar) und das Seminargebäude der Ludwig-Maximilians-Universität. Die Veterinärstraße 1 ist der 1952/1953 errichtete Nachkriegsbau des Fritz-Beck-Studentenhauses des Studentenwerks München (jetzt von Universitätsinstituten genutzt; Denkmalschutz unter Nr. D-1-62-000-7886; Brunnenskulptur von Max Faller 1966 im Gartenhof). In der Veterinärstraße 5 befindet sich das Institut für Rechtsvergleichung der LMU. Hausnr. 6 ist ein klassizistisches Mietshaus (Fassade um 1828), ebenso Hausnr. 8, allerdings aufgestockt (beide denkmalgeschützt). Hausnr. 7 ist ein denkmalgeschütztes Neurenaissance-Mietshaus (um 1870/80), Nr. 9 ein ebenfalls denkmalgeschütztes Neurenaissance-Mietshaus mit einem Erker (Ende des 19. Jahrhunderts). Nr. 10 ist ein langgestreckter Bau „ländlich-vorstädtischen Charakters“ (Denkmalliste) aus der Zeit um 1800, Nr. 11 ein denkmalgeschütztes Neurenaissance-Mietshaus.
Auf Hausnr. 13 – schon östlich der Königinstraße – liegen Tierkliniken der Universität. Das Tor am südlichen Ende des Komplexes der heutigen Tierärztlichen Fakultät wurde 1790 von Franz Thurn vielleicht nach Entwurf von Friedrich Ludwig Sckell erbaut (Denkmalliste Nr. D-1-62-000-7204).